# Justice (série de televisão de 2011)
Justice é uma série de televisão britânica de 2011 criada por Colin McKeown e protagonizada por Robert Pugh e Gillian Kearney. Os cinco episódios tem como base histórias reais retiradas dos arquivos do North Liverpool Community Justice Centre.

## Elenco
- Robert Pugh ...Judge Patrick Coburn
- Gillian Kearney ...Louise Scanlon
- Tom Georgeson ...Padre Jim Kelly
- Gary Mavers ...Joe Gateacre
- Jake Abraham ...Jake Little
- Jodie Comer ...Sharna Mulhearne
- Ellie Paskell ...Kaz Kenny
- Tricia Penrose ...Hayley Gosling
- Louis Emerick ...Patrick "PD" Dempsey